# Kamienica przy ul. Kościelnej 2 w Bytomiu
Kamienica przy ul. Kościelnej 2 w Bytomiu – secesyjna narożna kamienica z 1905 roku w Bytomiu, wpisana do rejestru zabytków nieruchomych województwa śląskiego.

## Historia
Budynek został wzniesiony w 1905 roku według projektu Wilhelma Mokrossa (autor m.in. kamienicy przy ul. Brzezińskiej 23 w Bytomiu). W 2014 roku kamienica została przekazana wrocławskiemu przedsiębiorstwu Siemionki przez miasto Bytom.
Na parterze kamienicy znajduje się Oddział Polskiego Towarzystwa Turystyczno-Krajoznawczego im. Stefana Lachowicza, natomiast w podziemiach znajduje się pub Gotyk.

## Architektura
Budynek murowany z cegły w stylu secesyjnym; na planie litery L. Oficyna boczna znajduje się w wzdłuż ul. Murarskiej. Kamienica nakryta dachem mansardowym z mansardami i lukarnami.
Elewacja frontowa pokryta białymi, niebieskimi i brązowymi cegłami glazurowanymi z narożnym ryzalitem.  Elewacje od strony obu ulic licowane są białą, niebieską i brązową cegłą glazurowaną. Fasada od ul. Kościelnej jest zwieńczona trójosiowym szczytem o wkęsło-wypukłym obrysie. Fasada od ul. Murarskiej z wąskim, asymetrycznie umieszczonym szczytem.
Na elewacji południowej umieszczono kartusz z kaduceuszem w nawiązaniu do handlowego przeznaczenia obiektu oraz inicjały: FZ. Na elewacji bocznej znajduje się kartusz z datą MCMV (1905).
We wnętrzu zachował się częściowo historyczny wystrój korytarza z barwnych płytek glazurowanych oraz dekoracje stiukowe. 

## Galeria

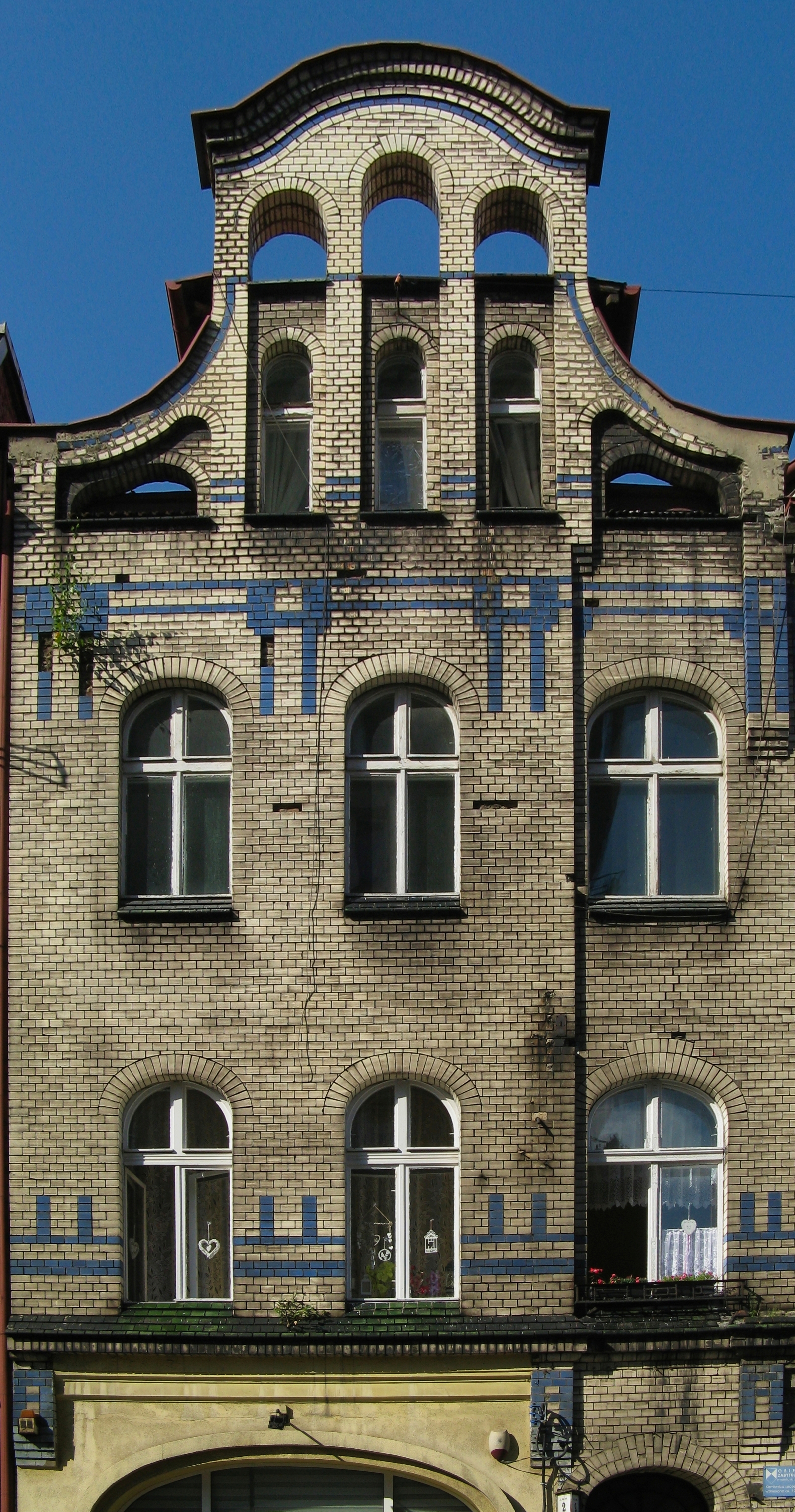
Szczyt elewacji południowej (2020)
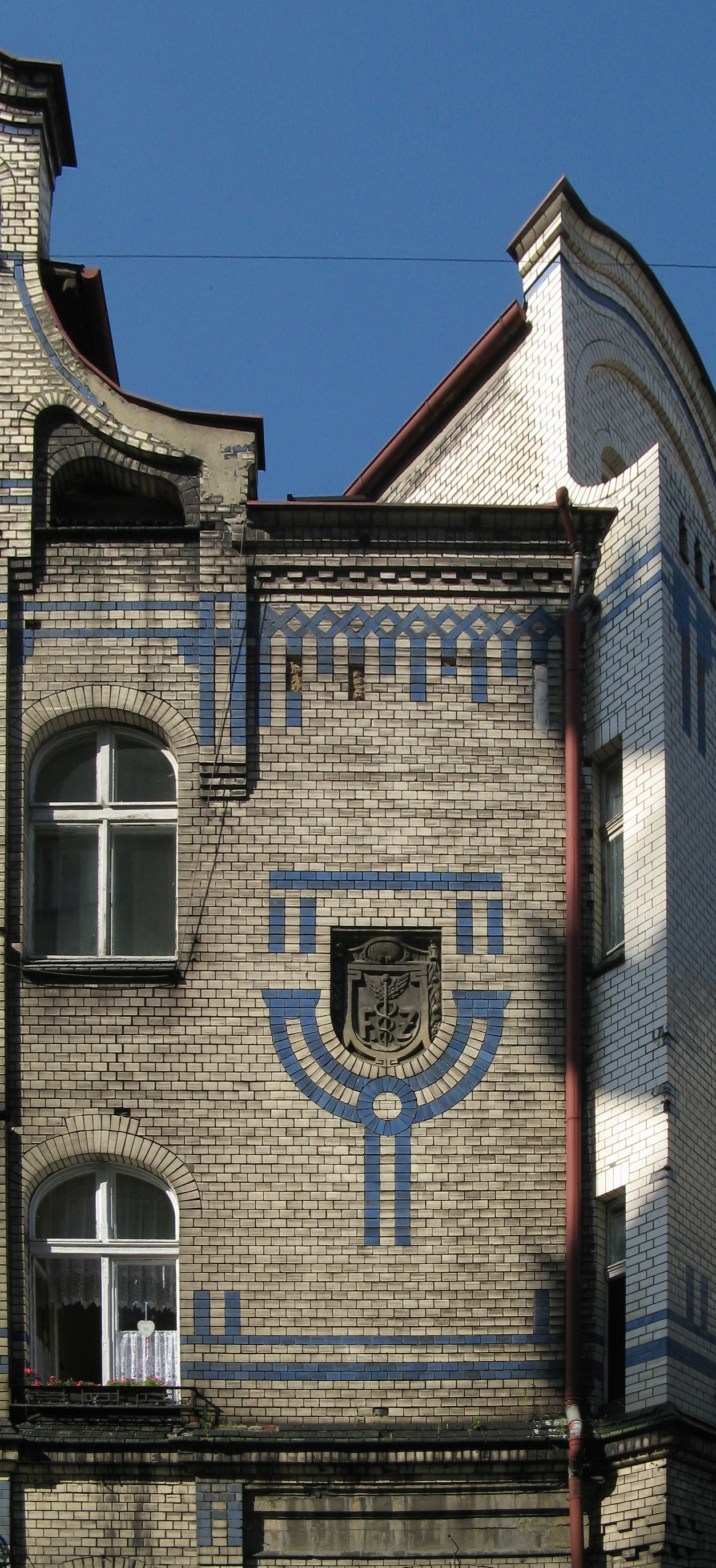
Fragment elewacji południowej z kartuszem (2020)
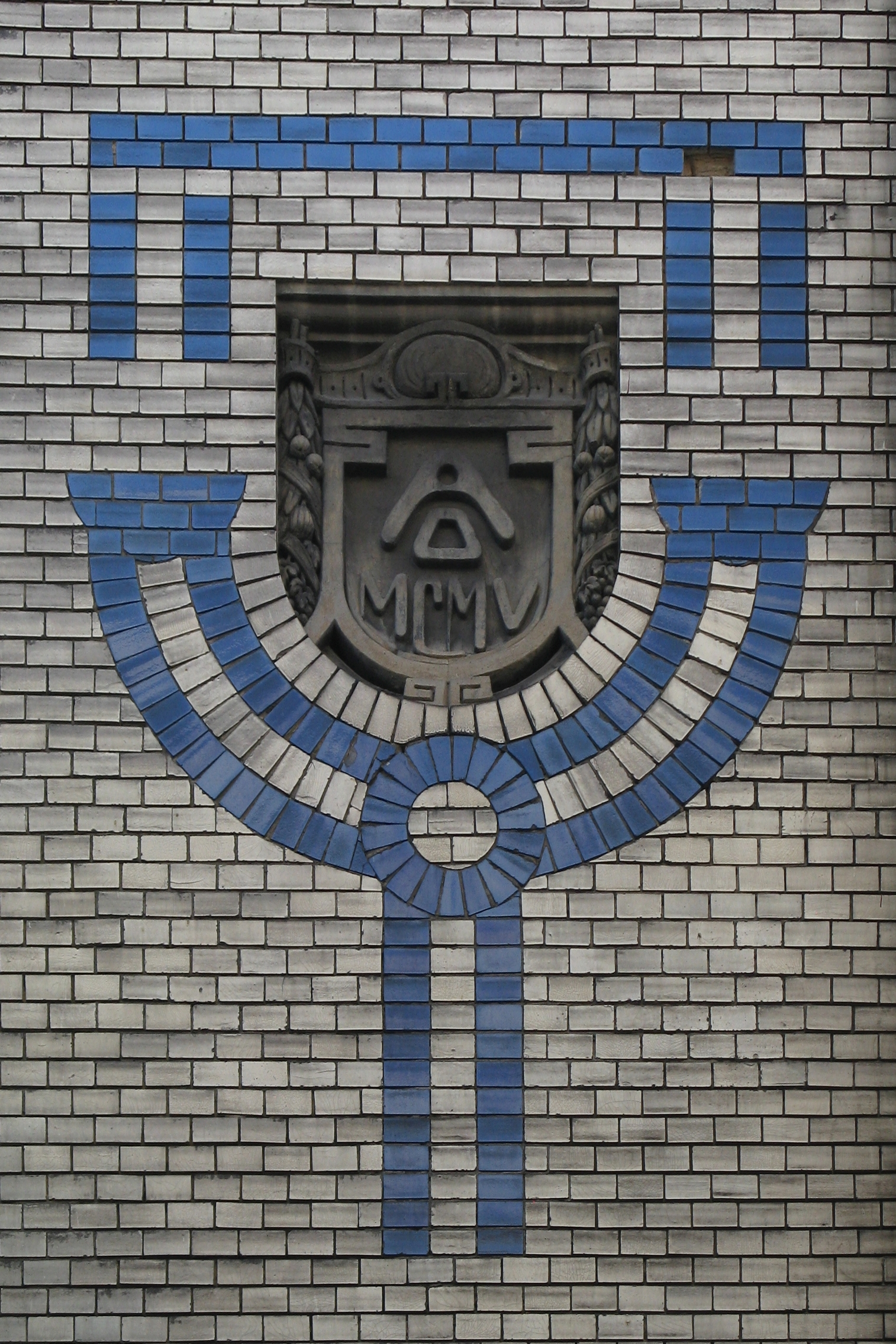
Kartusz z datą (2020)
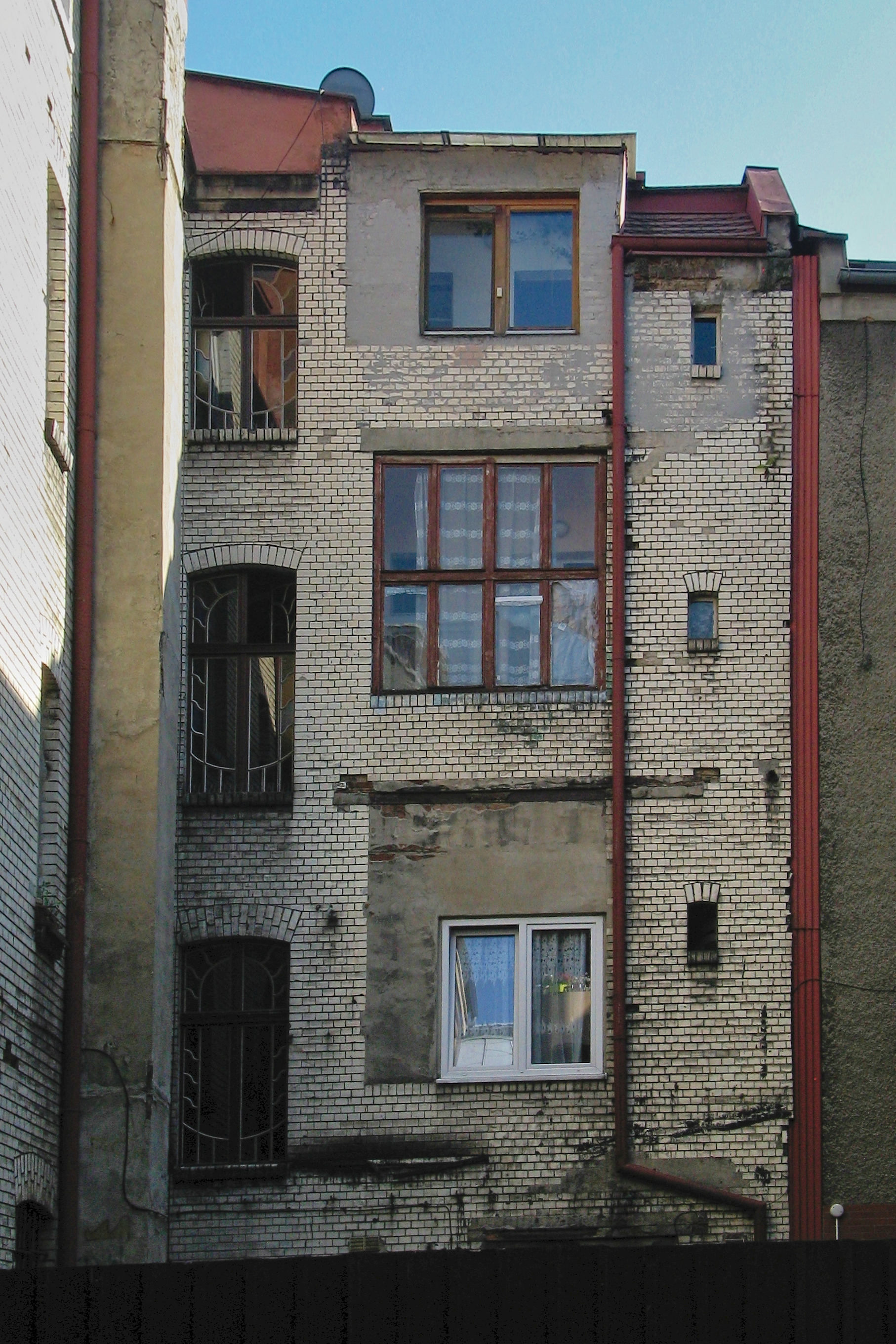
Elewacja od podwórza (2020)
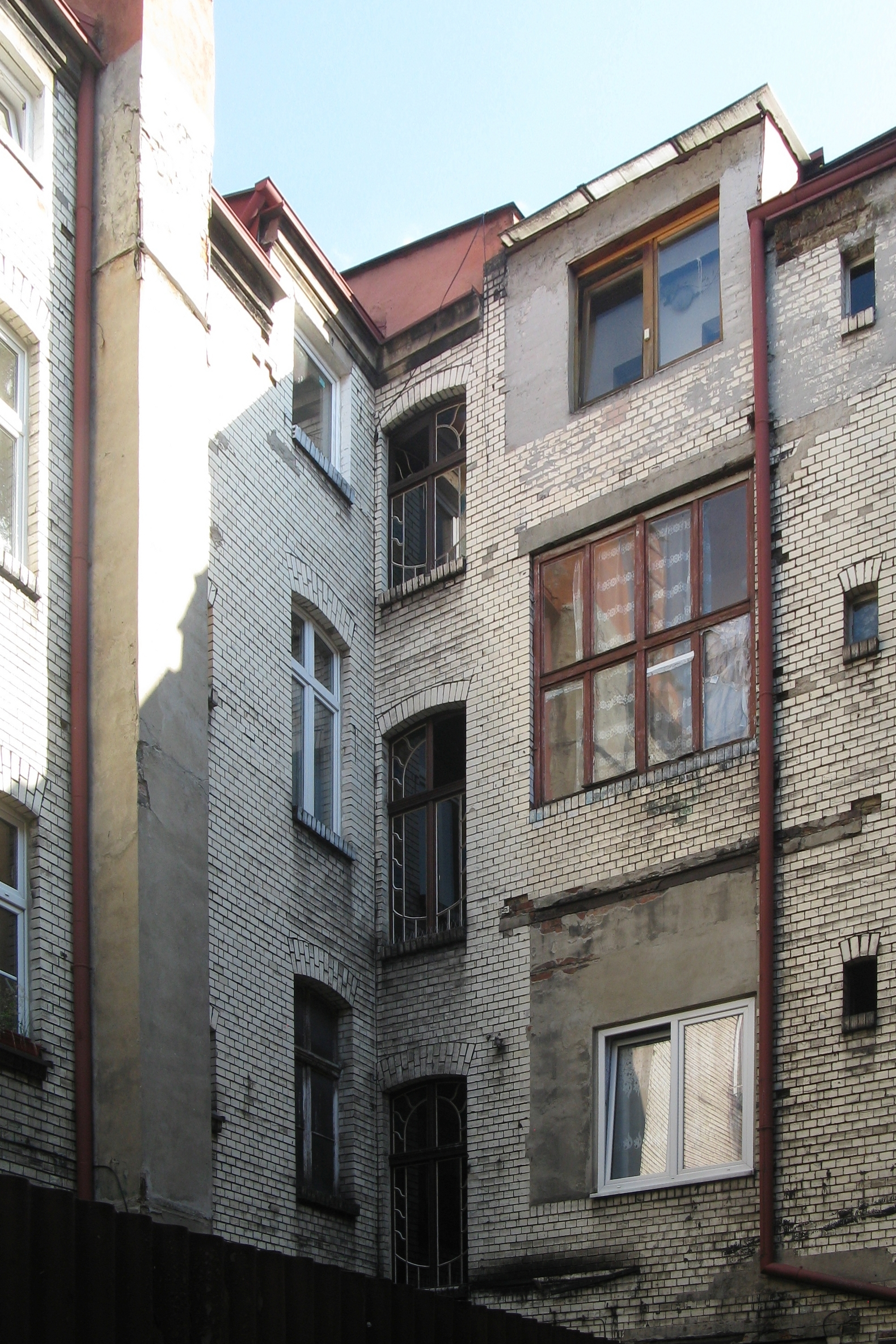
Elewacja od podwórza (2020)